# SC Diana Kattowitz
Der Sport Club Diana Kattowitz war ein deutscher Fußballverein aus dem oberschlesischen Kattowitz.

## Vereinsgeschichte

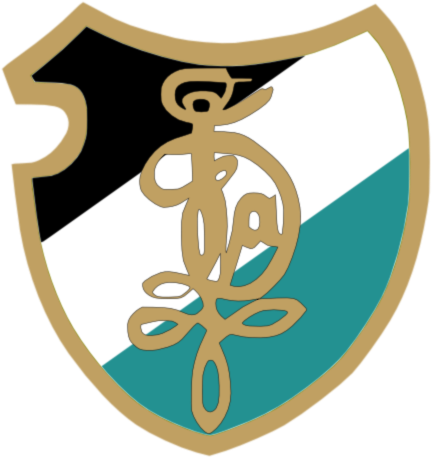
Erstes Logo des SC Diana Kattowitz
(1905–1923)

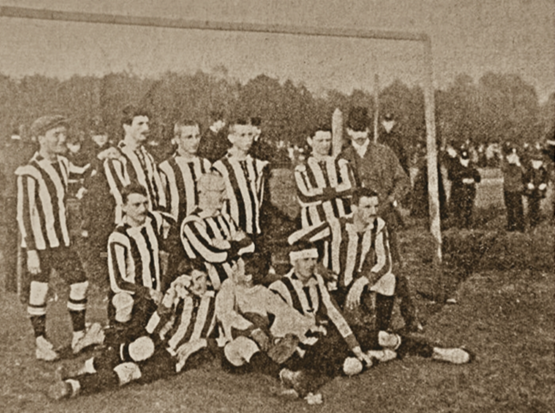
Erste Mannschaft aus dem Jahr 1909

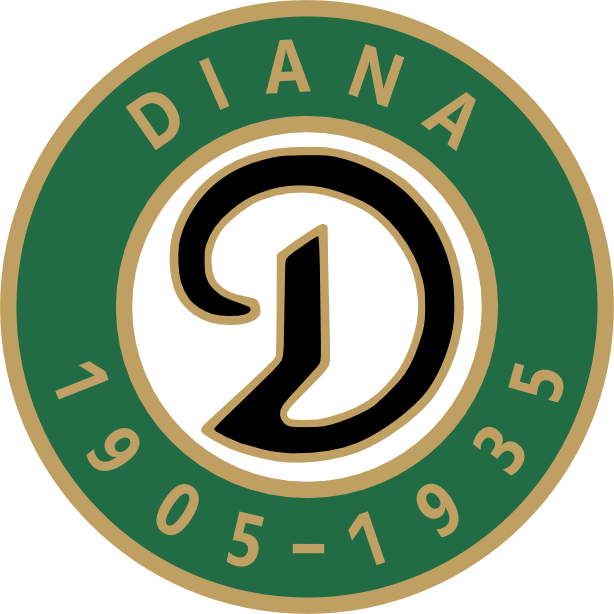
Logo zum 30-jährigen Jubiläum
(1935)

Am 13. Februar 1905 wurde der Verein durch unzufriedene Mitglieder des ATV Kattowitz als Sport-Club Diana Kattowitz gegründet. Der SC Diana Kattowitz war 1906 eines der Gründungsmitglieder des Kattowitzer Ballspiel-Verbandes. Seit September 1906 gehörte der Klub dem Südostdeutschen Fußball-Verband an. Als Spielkleidung hatte Diana weiß-grün-längsgestreifte Trikots und schwarze Hosen mit Gürteln gewählt. Den Namen Diana erhielt er von seinem ersten Präsidenten Ernst Tschoche. In der Anfangszeit hatte der Club – er soll jüdisch geprägt gewesen sein – rund 50 Mitglieder, überwiegend jugendliche Gymnasiasten und junge Angestellte der Kattowitzer Bahndirektion. Verschiedene Trainings- und Spielstätten werden in den Quellen genannt: Da ist die Rede von einem Ackerfeld der Idaweiche und – etwas abseits vom Platz des FC Preußen Kattowitz neben dem alten Schützenhaus an der Nikolaistraße – einem Gelände an der Beatestraße, etwa dort, wo 1913 die Baracken des Militärs und später der Polizei standen, auf dem die Plätze von Germania Kattowitz und „Diana“ nebeneinander lagen. Die Wettspiele im Südostdeutschen Fußball-Verband wurden bald darauf – von allen Kattowitzer Verbandsvereinen – auf dem „Pferdemarkt“, dem späteren Andreasplatz, ausgetragen.
Fußballerisch stand Diana vor dem Ersten Weltkrieg klar im Schatten des FC Preußen, zeitweise waren auch die „Germanen“ besser. Das änderte sich – vorübergehend – in der Spielzeit 1911/12, als den Grün-Schwarzen die Erringung der oberschlesischen Meisterschaft gelang. Dem ging allerdings eine Fusion – wahrscheinlicher ist jedoch eine Spielgemeinschaft – mit der 1906 gegründeten Borussia Myslowitz voraus. Der Hauptgrund für diese wie auch immer geartete Vereinigung war, dass beide Vereine 1910/11 eine akute Formkrise durchmachten. So nahmen die Vereinsführungen Kontakt miteinander auf, und noch im Jahr 1911 wurde eine Kattowitz-Myslowitzer „Fußballehe“ geschlossen. Man einigte sich auf Namen und Farben der in der höchsten Klasse spielenden „Diana“ und stellte aus den besten Spielern beider Clubs – sieben Diana- und vier Borussia-Spieler – eine konkurrenzfähige Mannschaft auf die Beine. Den Vorstand stellte nahezu komplett der Verein vom Dreikaisereck in Myslowitz, nur die – allerdings besonders wichtige – Position des Sportwarts ging an die „Diana“. Gespielt wurde auf dem bisherigen Borussia-Platz im Myslowitzer Stadtteil Slupna – die Diana-Cracks bekamen auf diese Weise erstmals eine wettkampffähige Spielstätte.
Die Kombination Diana-Borussia bewährte sich in jeder Hinsicht. Zusammen stellten die beiden Vereine mit ihren 120 Mitgliedern einen sportlichen und gesellschaftlichen Machtfaktor dar, an dem kaum vorbeizukommen war. Fußballerisch zahlte sich das schon in der Saison 1911/12 aus, als zum ersten – und einzigen – Mal der oberschlesische Titel geholt wurde und man in der Südost-Endrunde mit 1:2 an Germania Breslau scheiterte. Anschließend mussten die „Kombinierten“ wieder den Preußen den Vortritt lassen, bevor der Erste Weltkrieg alles zum Erliegen brachte. Fast alle Spieler wurden zu den Soldaten eingezogen, die halbe Mannschaft kehrte nicht mehr zurück.
Das Kriegsende schied auch die erfolgreiche „Fußballehe“. Diana Kattowitz und Borussia – seit 1919 „VfR 1906“ – Myslowitz wurden wieder zwei selbständige Vereine, die aber nie wieder ihr hohes Vorkriegsniveau erreichen konnten. Diana spielte wieder in Kattowitz, jetzt aber auf einem eigenen Platz. 1922, nachdem Kattowitz polnisch geworden war, wurde aus dem „Sport-Club“ Diana der „Klub Sportowy“ (KS) Diana. Mit der polnischen Bevölkerungsgruppe war man schon vorher gut ausgekommen: Herausragender Spieler war ein Pole namens Pawel Lubina, der auch der Meistermannschaft von 1912 schon angehört hatte. 1920 war Diana die erste deutsche Mannschaft, die ein offizielles Spiel gegen einen polnischen Verein austrug. Gegen Pogon Katowice gab es ein 2:2. In der gesamten Zwischenkriegszeit hatte Diana, die zwar nur noch in unteren Klassen spielte, keine Probleme mit der polnischen Obrigkeit und der polnischen Bevölkerungsgruppe. Das sollte ihr 1939 nach dem Einmarsch der Deutschen zum Verhängnis werden: Die Nazi-Besatzer lösten den Verein auf und installierten an seiner Stelle einen neu gegründeten Club namens VfB Kattowitz, der bis 1944 existierte, aber auch nicht über untere Spielklassen hinaus kam. Nach Kriegsende wurde auch Diana im neuen polnischen Staat nicht wiedergegründet.

## Erfolge
- 1 × Oberschlesischer Meister und Teilnehmer an der Südostendrunde: 1912

## Bekannte Spieler
- Pawel Lubina
- Emil Nogly
- Otto Riesner